# Dacus attenuatus
Dacus attenuatus är en tvåvingeart som beskrevs av Collart 1935. Dacus attenuatus ingår i släktet Dacus och familjen borrflugor.
Artens utbredningsområde är Kongo. Inga underarter finns listade i Catalogue of Life.